# Лейла Юнус
Лейла Ісла́м-кизи́ Юну́сова (також використовується варіант прізвища Юну́с) (азерб. Leyla Yunus; нар. 21 грудня 1955, Баку, Азербайджанська РСР, СРСР) - азербайджанська правозахисниця, історикиня. Директорка «Інституту миру та демократії».

## Життєпис
Закінчила історичний факультет Азербайджанського державного університету. 1982 року захистила кандидатську дисертацію на тему «Торгова експансія Англії в басейні Каспійського моря в першій половині XVIII століття». 1988 року дисертацію опубліковано у вигляді монографії. У 1982-92 роках працювала в Інституті історії Академії наук Азербайджану.
1989 року на мітингу в АН Азербайджанської РСР пам'яті жертв сумгаїтських погромів, попри офіційну установку, заявила: «Це не рецидивісти і хулігани вчинили злочин. Це — вихованці жовтенятської, піонерської та комсомольської організацій. Цих злочинців виховала система!».
У 1989-90 роках була кореспонденткою дисидентської газети «Експрес-хроніка».
1989 року була серед організаторів Народного фронту Азербайджану. 1990 року вийшла з Народного фронту і разом із Зардуштом Алізаде очолила Соціал-демократичну партію Азербайджану. У 1992-93 роках керувала інформаційно-аналітичним відділом Міністерства оборони Азербайджану.
Після обрання Гейдара Алієва президентом Азербайджану Юнусова розпочала правозахисну діяльність. 1995 року заснувала Інститут миру та демократії. 2001 року створила жіночий кризовий центр, який надав допомогу 18 тисячам жінок.
Від 2005 року співпрацювала з керівником вірменської неурядової організації "Регіон" Лаурою Багдасарян. 2012 року разом із нею створила спільний азербайджано-вірменський веб-сайт.
Одружена з Аріфом Юнусовим. Дочка Лейли та Аріфа Юнусових, Дінара Юнус, була змушена виїхати з Азербайджану після того, як на її адресу стали надходити погрози.

## Переслідування та арешт
У січні 2014 року президент Азербайджану Ільхам Алієв у Брюсселі заявив, що в Азербайджані немає політв'язнів, після чого Лейла Юнусова передала до Європейського суду з прав людини у Страсбурзі список зі 134 опозиціонерів, які перебувають в азербайджанських в'язницях.
28 квітня Лейлу та Аріфа Юнусових затримали в аеропорту і влаштували в їхньому будинку обшук.
12 травня 2014 року на прес-конференції президентів Франції та Азербайджану в Баку, президентам поставлено питання про заарештованого журналіста Рауфа Міркадирова та переслідування правозахисниці Лейли Юнус, на що президент Азербайджану Ільхам Алієв відповів, що стан справ з правами людини в Азербайджані «позитивний». У свою чергу Франсуа Олланд зазначив, що Франція завжди порушує питання про Лейлу Юнусову «не тому, що вона хоче втручатися у внутрішні справи, а тому, що вона сама є носієм певних цінностей та принципів, і щоб мати добрі стосунки, потрібно порушувати всі питання». Після цього французький президент зустрівся з Лейлою Юнусовою та іншими громадянськими активістами. Олланд вручив Лейлі Юнусовій орден Почесного легіону за невтомний захист громадянського суспільства. Amnesty International визнала Лейлу та Аріфа Юнусов «в'язнями сумління».
30 липня 2014 року влада Азербайджану заарештувала Лейлу Юнусову та її чоловіка Аріфа Юнусова і звинуватила в державній зраді, шпигунстві на користь спецслужб Вірменії, шахрайстві, ухиленні від сплати податків та підробленні документів. На думку Human Rights Watch, це затримання є кульмінацією хвилі переслідувань опозиції, правозахисників та журналістів у Азербайджані. Арешт викликав різку критику з боку європейських політиків та правозахисників.
За версією звинувачення, Лейла Юнусова, як засновниця «Інституту миру та демократії», отримувала іноземні гранти, які нібито використовувала «з метою покращення матеріального стану осіб, яких вона намагалася завербувати для ведення шпигунської діяльності» на користь вірменських спецслужб.
За заявою адвокатів, у в'язниці її побили співробітники СІЗО, після чого адвокатів кілька днів не допускали до зустрічі з нею.
Азербайджанські проурядові ЗМІ кваліфікують Лейлу та Аріфа Юнус як «шпигунів» та «прихованих вірмен». Журналіст Ейнулла Фатуллаєв у своїх статтях охарактеризував подружжя Юнусових як «фактичних вірмен». Голова СДПА Араз Алізаде сказав що Юнусова - "жадібна та егоїстична жінка з великими амбіціями".
6 жовтня 2014 року Норвезький Гельсінський комітет присудив премію свободи імені Андрія Сахарова всім азербайджанським політв'язням, серед них особливо відзначивши Лейлу Юнусову.

## Вирок
13 серпня 2015 року азербайджанський суд засудив Лейлу Юнус та Аріфа Юнусова до 8,5 та 7 років в'язниці за звинуваченнями у шахрайстві, ухиленні від сплати податків, незаконному підприємництві, підробленні документів. Правозахисні організації та західні уряди розкритикували суд, назвавши його політично мотивованим і безпосередньо пов'язали звинувачення з їхньою діяльністю у сфері захисту громадянських свобод. Президент ПАРЄ Анн Брассер заявила, що вона «шокована і обурена вироком», і розцінила справу подружжя Юнусових як «черговий доказ серйозних та системних проблем із правами людини в Азербайджані». Глава російського відділення Human Rights Watch Таня Локшина розцінила суд як «глум над правосуддям» і покарання за правозахисну діяльність. Звинувачення в державній зраді щодо подружжя виділено в окреме провадження.
Генеральний секретар Ради Європи Турб'єрн Ягланд заявив, що з урахуванням системних недоліків у судовій системі Азербайджану, тенденції зростання випадків переслідування правозахисників та журналістів у галузі прав людини вирок може розглянути Європейський суд з прав людини. Комісар РЄ з прав людини Нілс Муйжнієкс також засудив вирок подружжю Юнусових.
Євросоюз закликав владу Азербайджану звільнити Лейлу та Аріфа Юнусів, а також розглянути справи проти них «у рамках прозорого та справедливого процесу», заявила глава дипломатії ЄС Федеріка Могеріні. У заяві йдеться, що «Вирок підтверджує негативну тенденцію у дотриманні Азербайджаном його міжнародних зобов'язань щодо дотримання прав людини та основоположних свобод».
У заяві державного департаменту США говориться, що звинувачення, мабуть, пов'язані з правозахисною діяльністю подружжя Юнус, і закликав Баку негайно звільнити їх.
Представник МЗС Азербайджану Хікмет Хаджієв назвав судовий процес «справедливим та відкритим». МЗС Азербайджану розцінило критику щодо вироку як безпідставну, упереджену й абсурдну, і прояв політики подвійних стандартів.

## Амністія
9 грудня 2015 року Бакинський суд, розглянувши скаргу, змінив покарання Лейлі Юнус на умовне ув'язнення, її звільнено прямо в залі суду. Під час засідання адвокати Юнус попросили суд повністю виправдати свою підзахисну, проте, розглянувши скаргу, суд ухвалив, що підстав для повного виправдання Лейли Юнус немає.
19 квітня 2016 року правозахисники Лейла та Аріф Юнус залишили Азербайджан та емігрували до Нідерландів. Попри від'їзд, кримінальну справу проти Лейли Юнус та її чоловіка Аріфа Юнуса не було припинено. 17 травня 2017 року Бакинський апеляційний суд (БАС) під головуванням Мірпаші Гусейнова ухвалив рішення про примусовий привід подружжя Юнус до зали суду.
У жовтні 2022 року Бакинський апеляційний суд ухвалив рішення про зупинення провадження у справі правозахисників Лейли та Аріфа Юнусів. Однак, це рішення не знімає з них кримінального переслідування. Крім того, не знято арешт із квартири доньки подружжя Юнус.

## Нагороди
- Кавалер ордена Почесного легіону (2013)[27]
- Премія свободи імені Андрія Сахарова (2014)[28]